# Kanpu
Kanpu je menší (355m), neaktivní stratovulkán, nacházející se u pobřeží Japonského moře na poloostrově Oga (Honšú), severozápadně od města Akita. Vývoj vulkánu probíhal ve čtyřech fázích během pozdního pleistocénu a holocénu. Současnou podobu nabyl během třetí fáze jako výsledek akumulace tenkých andezitových lávových proudů. Během čtvrté, závěrečné fáze nastal kolaps centrální části vulkánu, spojený s výlevy čedičových láv.